# Angielina Krasnowa
Angielina Krasnowa, z domu Żuk (ur. 7 lutego 1991) – rosyjska lekkoatletka, tyczkarka, od marca 2022 reprezentująca Mołdawię.
Piąta zawodniczka halowych mistrzostw Europy (2013). W tym samym roku została młodzieżową mistrzynią Europy oraz zajęła 7. miejsce na mistrzostwach świata. Brązowa medalistka mistrzostw Europy w Zurychu (2014).
Medalistka mistrzostw Rosji w kategoriach: juniorów, młodzieżowców oraz seniorów.

## Osiągnięcia
| Rok  | Impreza                        | Miejsce   | Lokata     | Wynik |
| ---- | ------------------------------ | --------- | ---------- | ----- |
| 2013 | Halowe mistrzostwa Europy      | Göteborg  | 5. miejsce | 4,37  |
| 2013 | Młodzieżowe mistrzostwa Europy | Tampere   | 1. miejsce | 4,70  |
| 2013 | Mistrzostwa świata             | Moskwa    | 7. miejsce | 4,65  |
| 2014 | Mistrzostwa Europy             | Zurych    | 3. miejsce | 4,60  |
| 2014 | Puchar interkontynentalny      | Marrakesz | 2. miejsce | 4,45  |
| 2015 | Halowe mistrzostwa Europy      | Praga     | 4. miejsce | 4,60  |

## Rekordy życiowe
- Skok o tyczce (stadion) – 4,70 (2013); zawodniczka jest aktualną rekordzistką Mołdawii (4,15 w 2022)
- Skok o tyczce (hala) – 4,67 (2015)